# Yttergran
Yttergran är en småort i Håbo kommun, Uppsala län och kyrkbyn i Yttergrans socken. 
I orten ligger Yttergrans kyrka.

## Befolkningsutveckling
| Befolkningsutvecklingen i Yttergran 2005–2015 | Befolkningsutvecklingen i Yttergran 2005–2015 | Befolkningsutvecklingen i Yttergran 2005–2015 | Befolkningsutvecklingen i Yttergran 2005–2015 | Befolkningsutvecklingen i Yttergran 2005–2015 |
| --------------------------------------------- | --------------------------------------------- | --------------------------------------------- | --------------------------------------------- | --------------------------------------------- |
|                                               |                                               |                                               |                                               |                                               |
| År                                            |                                               |                                               | Folkmängd                                     | Areal (ha)                                    |
| 2005                                          | 2005                                          |                                               | 138                                           | 25#                                           |
| 2010                                          | 2010                                          |                                               | 132                                           | 25#                                           |
| 2015                                          | 2015                                          |                                               | 137                                           | 34#                                           |
| Anm.: Ny småort 2005. # Som småort.           |                                               |                                               |                                               |                                               |